# José Gómez de la Cortina
José Gómez de la Cortina (Cosgaya, 1719 - Tlahuelilpan, 1784) fue un emigrante indiano español oriundo de la Cantabria lebaniense. En 1737 emprendió desde Cosgaya su aventura a México; fue el primer miembro de la familia Gómez de la Cortina que emigró haciendo el viaje como mercader en la Carrera de Indias. Supo invertir el dinero que había ganado como comerciante en granjas muy productivas sobre territorio mexicano y fue propietario de las haciendas mexicanas de San Francisco (llamada más tarde San Servando) de Tlahuelilpan y Santa Bárbara. Sobre sus propiedades fundó mayorazgo que heredó su sobrino Servando Gómez de la Cortina, que llegó a ser el primer conde de la Cortina. Como indiano favoreció su lugar de origen con algunas mandas importantes.

## Biografía

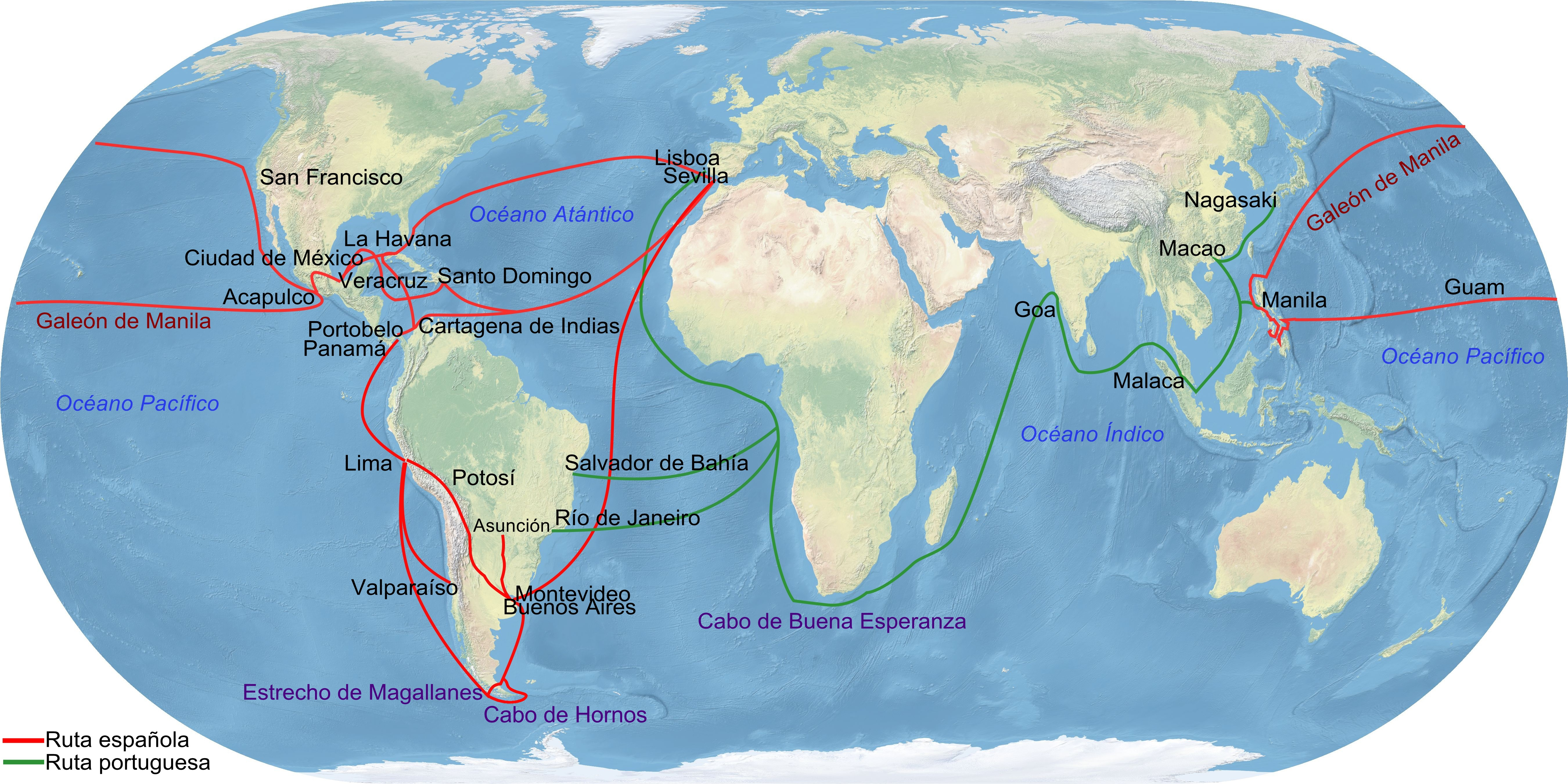
Principales rutas comerciales del Imperio español. En rojo las españolas y en verde las portuguesas

Nacido en Cosgaya, era hijo de Alfonso Gómez de la Cortina —1660—, natural de Cosgaya  y de Dominga Fernández de la Posada. Gómez de la Cortina era una familia hidalga reconocida en los padrones de hidalguía desde 1584. El apellido Cortina proviene del barrio de Cosgaya que tiene este mismo nombre. Tanto “cortina” como “cortes” son topónimos que abundan en la Montaña de Cantabria cuyo significado  indica «establos donde se recoge el ganado por las noches».
Sus primeros pasos como mercader entre Cádiz y Nuevo México los dio antes de 1739 en la Carrera  de Indias. Todavía en 1760 se le reconoce como vecino de Cádiz pero a partir de ese año y acompañado por su sobrino Servando se instaló en tierras mexicanas para atender su gran hacienda. Invirtió sus primeras ganancias en el Estado de Hidalgo donde fundó las granjas de Tlahuelilpan y de Santa Bárbara en el Valle del Mezquital que producían más de 6 000 pesos, cantidad fuera de lo común en aquella época. Sobre estas propiedades fundó mayorazgo cuyo heredero fue su sobrino Servando. En 1743 ya aparecen documentadas, sin embargo tuvo problemas con la de Tlahuelilpa que había pertenecido a los descendientes de Moctezuma. Los pleitos no se acabaron hasta 1777 en que aparece acreditada como su definitiva propiedad. Por otra parte Santa Bárbara había sido propiedad del presbítero Juan José de la Roca y también tuvo problemas entre 1773 y 1777 año en que se solucionó todo. Fue en esta época cuando surgieron desavenencias con los habitantes de San Francisco de Tlahuelilpa que le acusaban de arrebatarles sus tierras.
Mandó construir su casa solariega en Treviño, lugar de Cosgaya, en cuya fachada están labrados cuatro escudos con las armas de Gómez de Torices, Gómez de la Cortina, Posada y García de la Lama. Todos estos escudos hacen referencia a su sobrino Servando, lo que hace suponer que la casona fue edificada para él. Dentro de esta casa hay un retrato de José con una inscripción que dice:
Presenta muros encalados dejando ver la cantería de las esquinas y huecos. Tiene una  gran portada de arco de medio punto. En el centro se abre un balcón muy moldurado que se apoya sobre una ménsula. Se remata con un amplio alero.
Envió también dinero para construir su capilla en la iglesia de Santa María de la Silva en Cosgaya en el barrio de Areños. José Gómez de la Cortina murió en Tlahuelilpan en 1784.